# Benjamin Flotte
Pour les articles homonymes, voir Flotte (homonymie).
Benjamin Flotte, né le 22 février 1812 à Cuers (Var) et mort dans cette même commune le 12 août 1888, est un cuisinier et militant blanquiste français.

## Biographie
Pierre-Louis-Benjamin Flotte est le fils d'Anne-Magdelaine Baude et de Pierre-Joseph Flotte, boulanger à Cuers.
Benjamin Flotte est un opposant républicain à la Monarchie de Juillet en tant que militant socialiste révolutionnaire, membre de la mouvance blanquiste. Dès 1836, sa proximité avec Auguste Blanqui est connue des services de police.
En 1839, Flotte habite à Paris, au no 6 de la rue de la Cossonnerie. Il est alors l'un des cuisiniers du café Foy, situé à l'angle de la rue de la Chaussée-d'Antin, établissement dont le personnel est connu des services de police pour ses idées révolutionnaires. Soupçonné d'avoir pris part à la tentative d'insurrection du 12 mai 1839 et traduit devant la Cour des pairs, il est renvoyé devant les tribunaux ordinaires et, finalement, condamné à la prison à perpétuité. Il est incarcéré au Mont Saint-Michel.
Libéré par la Révolution de février 1848, il revient à Paris, où il s'installe au no 1 de la rue Boucher avec son ami Blanqui. Ce dernier fonde la Société républicaine centrale, dont Flotte devient l'archiviste. Dès cette époque, il est surnommé « Flotte le cuisinier » afin d'éviter toute confusion avec un autre révolutionnaire, Paul de Flotte. Lors des élections législatives du mois d'avril, Flotte est inclus sur plusieurs listes de candidats mais il n'obtient que 31 517 voix. Blanqui et lui font alors l'objet d'un mandat d'amener, demeuré sans exécution, depuis une tentative d'insurrection menée le 16 avril.
Le 15 mai suivant, il est aux côtés de son ami et d'Aloysius Huber lors d'une nouvelle tentative insurrectionnelle, pendant laquelle une manifestation dégénère en envahissement de l'Assemblée nationale. Flotte s'y serait montré menaçant envers le président de l'Assemblée, Philippe Buchez, avant de rejoindre la foule partie vers l'hôtel-de-ville. Les autorités légales ayant réussi à réprimer le mouvement, une perquisition est opérée au domicile de Blanqui et Flotte, où sont notamment saisis quatre fusils, onze brassards rouges et deux écharpes tricolores. Caché dans l'arrière-boutique d'un épicier, au no 268 (ou 256) de la rue Saint-Honoré, Flotte est arrêté le 29 mai.

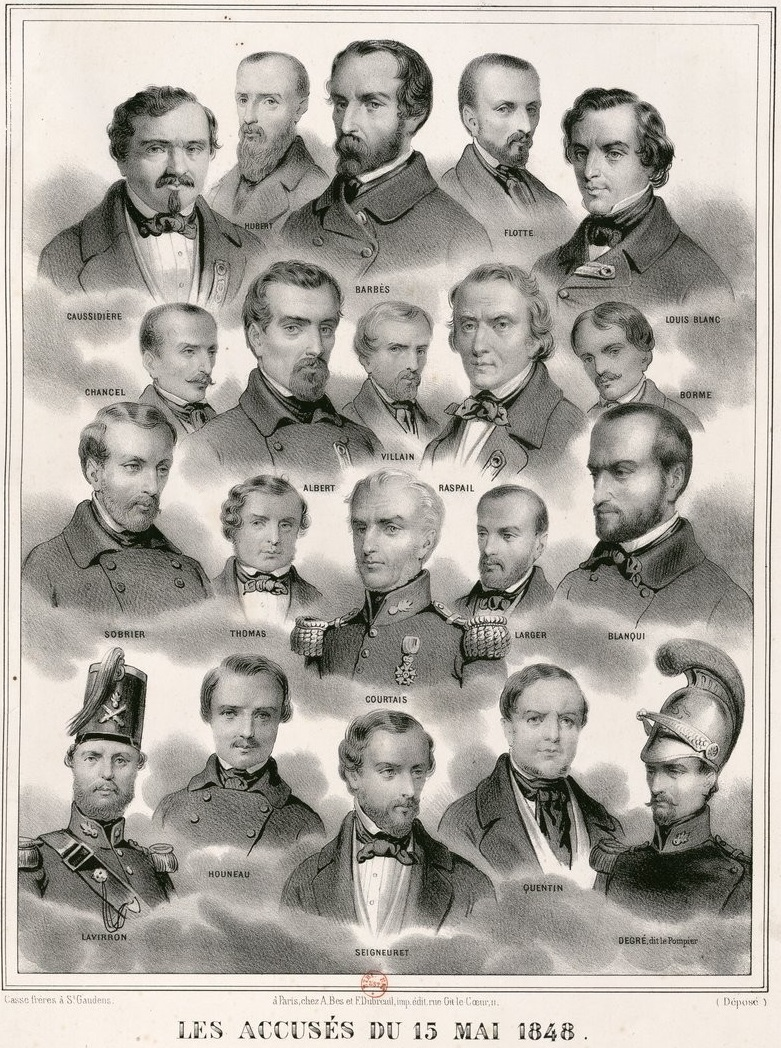
Lithographie représentant les accusés du 15 mai 1848. Flotte est en haut, le quatrième à partir de la gauche.

Accusé, aux côtés d'autres meneurs révolutionnaires, d'avoir commis un attentat contre le gouvernement, il est jugé au printemps 1849 par la Haute Cour de justice de Bourges. À l'issue du procès, qui révèle ses dissensions avec Armand Barbès, Flotte est condamné le 2 avril à une peine de cinq années de détention. Après avoir purgé sa peine à Doullens, il s'exile en Angleterre puis en Amérique.
Rentré en France en 1870, il y retrouve Blanqui. Le 14 août, il aurait pris part à la tentative insurrectionnelle avortée de la caserne de pompiers du boulevard de la Villette. Il est l'un des signataires, le 6 janvier 1871, de l'Affiche rouge, appelant à la constitution de la « Commune ». En avril 1871, pendant les événements tragiques de la Commune, Raoul Rigault propose d'échanger la libération de Blanqui, arrêté le 17 mars, contre celle de Monseigneur Darboy, de Bonjean et d'autres otages des communards. Le 12 avril 1871, Flotte est ainsi envoyé auprès de l'archevêque pour obtenir une déclaration écrite de celui-ci en faveur de cette solution. Flotte remplit sa mission avec beaucoup d'humanité mais l'affaire finit par échouer à cause de l'intransigeance du chef du gouvernement, Adolphe Thiers. Flotte publiera quelques années plus tard une brochure consacrée à cet épisode (Blanqui et les otages en 1871, Paris, Jeannette, 1885, 31 pages).
Redoutant probablement des poursuites après la répression sanglante de la Commune, Flotte s'exile une nouvelle fois aux États-Unis d'Amérique, à Los Angeles, où il tient un restaurant avec son petit-neveu Victor Dol. Il revient définitivement en France quelques années plus tard et, probablement, avant le 13 octobre 1879, date à laquelle Blanqui est signalé à Cuers (ce qui provoque la révocation de la municipalité ainsi que la création d'un groupe socialiste local).
Le 5 juin 1883, Flotte est élu président de la « Ligue pour l'abolition de l'armée permanente et son remplacement par une armée nationale sédentaire », où il côtoie les nouveaux meneurs du mouvement blanquiste.
Lors des élections législatives de 1885, le nom de Flotte est porté sur la liste de la « Coalition socialiste révolutionnaire » patronnée par le Cri du Peuple, qui comprend surtout des blanquistes, des guesdistes et des socialistes indépendants (les possibilistes de la FTSF ayant présenté leur propre liste). Il n'obtient cependant que 13 861 voix et n'est donc pas élu.
Flotte meurt dans sa ville natale le 12 août 1888,. Ses obsèques ont lieu en présence de nombreux proches et militants.
Le nom de Benjamin Flotte a été donné à l'une des rues de sa ville natale.